# Kefeng Liu
Pour les articles homonymes, voir Liu.
Kefeng Liu (chinois : 刘克峰 ; pinyin : liú kèfēng), né en décembre 1965 à Kaifeng, est un mathématicien chinois qui est connu pour ses contributions à l'analyse géométrique, en particulier la géométrie, la topologie et l'analyse de espaces de modules sur des surfaces de Riemann et des variétés de Calabi-Yau. Il est professeur de mathématiques à l'Université de Californie à Los Angeles, ainsi que le directeur exécutif du Centre des sciences mathématiques à l'Université de Zhejiang.

## Carrière
Liu est né à Kaifeng, dans la province du Henan, en Chine. En 1985, Liu reçoit son B. A. en mathématiques au département de mathématiques de l'Université de Pékin à Pékin. En 1988, Liu obtient son mastère à l'Institut de mathématiques de l'Académie chinoise des sciences à Pékin Liu part ensuite étudier aux États-Unis [réf. nécessaire], où il obtient son doctorat à l'Université Harvard, en 1993, sous la direction de Shing-Tung Yau.
De 1993 à 1996, Liu est instructeur « C. L. E. Moore » au Massachusetts Institute of Technology (MIT). De 1996 à 2000, Liu est professeur adjoint à l'Université Stanford. Liu rejoint la faculté de l'Université de Californie à Los Angeles (UCLA) en 2000, où il est promu professeur titulaire en 2002. En septembre 2003, Liu est nommé à la tête du département de mathématiques de l'Université du Zhejiang. Liu est actuellement le directeur exécutif du Centre des sciences mathématiques à l'Université de Zhejiang.

## Contributions mathématiques
En géométrie elliptique, Liu a prouvé la rigidité de l'opérateur de Dirac sur les espaces des lacets et a généralisé les théorèmes de rigidité. 
Avec Zhang Weiping (张伟平), il a trouvé les relations entre elliptic genus (en) et d'autres invariants géométriques, comme l'holonomie, les eta-invariants APS et les invariants de Rokhlin. Liu décrit une approche pour la construction géométrique de la cohomologie elliptique et avec X. Ma et Zhang Weiping, Liu Kefeng a prouvé plusieurs théorèmes de rigidité et de disparition pour les opérateurs elliptiques.
Sur les espaces de modules, Liu a généralisé des résultats précédemment fournis par Atiyah-Bott (Michael Atiyah et Raoul Bott) et Edward Witten.
Le principe miroir introduit avec Bong Lian et Shing-Tung Yau pose les fondations pour presque toutes les formules conjecturées par les théoriciens des cordes pour le comptage des courbes algébriques.

## Prix et distinctions
Kefeng Liu bénéficie d'une bourse de Frederick E. Terman Fellow (1997-2001), puis d'une Bourse Sloan (1998-2001) suivie d'une Bourse Guggenheim (2002).
En 1998 il est lauréat de la Médaille Morningside d'argent à l'occasion du premier congrès international des mathématiciens chinois qui s'est tenu à Pékin, pour ses travaux en topologie, en géométrie et en physique mathématique. Il reçoit en 2004 la Médaille Morningside d'or au troisième ICCM, cette fois à Hong Kog, pour ses travaux sur les générations elliptiques d'Edward Witten, la symétrie-miroir et les espaces modulaires en géométrie algébrique.
Il est conférencier invité en 2002 au congrès international des mathématiciens à Pékin avec une conférence intitulée « Mathematical results inspired by physics ».

## Travail éditorial
Il est rédacteur en chef ou co-rédacteur en chef de plusieurs revues mathématiques   Communications in Analysis and Geometry, Pure and Applied Mathematical Quarterly, 
Asian Journal of Mathematics, Pacific Journal of Mathematics, Notices of the International Congress of Chinese Mathematicians, Advanced Lectures in Mathematics (directeur de la rédaction), Science China Mathematics, Mathematics and Humanities.

## Sélection de publications
- Automorphic forms and the Langlands program.
- Cohomology of grups and algebraic k-theory.
- Geometry, analysis and topology of discrete groups (éd : Lizhen Ji, Kefeng Liu, Lo Yang....)- International press, cop. 2008.
- On familiy rigidity theorems.
- Selected expository works of Shing-tung Yau with commentary, 2014.